# Monestir de Sant Llorenç del Munt
Sant Llorenç del Munt és un monestir situat al cim de la Mola, dins el Parc Natural de Sant Llorenç del Munt, al terme municipal de Matadepera (Vallès Occidental). Està catalogat com a bé cultural d'interès nacional. Té moltes semblaces amb el Monestir de Sant Cugat del Vallès, el que s'explica per fet que van ser monjos de Sant Cugat que va crear-lo.

## Història
L'any 947, s'esmenten per primer cop les esglésies de Sant Llorenç, Santa Maria i Sant Miquel al cim del Munt, bé que per altres documents sembla que es tracta d'un sol edifici amb tres altars o capelles. Vers el 973, el comte Borrell va cedir-les al monestir de Sant Cugat, que sembla que va enviar-hi uns monjos, però la incipient vida monacal quedà desbaratada arran de la invasió d'al-Mansur l'any 985. El 1013, els comtes de Barcelona en van recuperar la propietat i l'any següent s'hi fundà un monestir benedictí independent, amb l'abat Borrell, que tingué una etapa de molta vitalitat sota l'abat Odeguer (1029-1071). Durant el seu abaciat, es construí l'església nova, consagrada el 24 de juny de 1064, i es fundà el priorat de la Llacuna. El monestir tenia aleshores 14 monjos.
El 1088, el monestir va ser sotmès a l'abadia de Sant Ponç de Torneres, i el 1098 a Sant Cugat del Vallès. El 1225 l'abadia encara tenia 10 monjos, però aviat començà el seu declivi: 8 monjos el 1319 i 5 el 1418. Al segle xvi ja no tenia comunitat, només un abat comanditari i un monjo o un parell de sacerdots. El 1608 mor el darrer abat, i el monestir i les seves rendes són unides al col·legi seminari de la Congregació Claustral Tarraconense, primerament instal·lat a Lleida i després a Sant Pau del Camp (Barcelona).
El monestir entra en crisi, i el relat de Francisco de Zamora, escrit el 1786, descriu el monestir en un estat de destrucció total:
| «                                                                                            | Vaig pujar a la muntanya de Sant Llorenç del Munt, en el cim de la qual hi havia un monestir de benedictins. La pujada és molt aspra, però pot pujar-s'hi a cavall. Aquesta muntanya forma una serralada amb la de Montseny i Montserrat, i n'és una elevació mitjana entre les dues. Aquesta mateixa serralada serveix de divisió civil i natural als territoris del Vallès, pla de Bages, Vic, etc... i als corregiments de Mataró, Vic i Manresa, i als bisbats de Vic i Barcelona. Com que l'elevació d'aquesta muntanya és molt gran, també les vistes en són summament esteses i agradables. En el cim estava el monestir de benedictins, del qual queda íntegra l'església construïda a la manera antiga, sense cap adornament, però summament sòlida. I la resta del monestir és arruïnat i només en roman una part molt mal conservada, en què vivia fa pocs anys un monjo i ara un ermità. Es veuen oberts els sepulcres i rodolant les calaveres de persones o monjos importants, segons ho denoten els escuts que es veuen a les sepultures. | » |
| — Francisco de Zamora, Diario de los viajes hechos en Cataluña. Curial, 1973. pàgines 38-39. | |   |

El 1804 el darrer monjo llec deixa el monestir. Alguns autors citen que el monestir va ser saquejat per les tropes de l'exèrcit francès de Napoleó el 1809, però aquest fet no està demostrat. El monestir restà abandonat, fins que entre 1868 i 1871 Mn. Antoni Vergès i Mirassó el restaurà i n'escriví una notable monografia.
Des d'aleshores, el conjunt ha estat objecte d'algunes restauracions. El 1947, es constituí l'associació d'Amics de la Muntanya de Sant Llorenç del Munt, que restaurà l'hostatgeria entre 1948 i 1950. Finalment, el 1972 es va aprovar el projecte de Parc Natural de Sant Llorenç del Munt-Serra de l'Obac, que afecta 2.655 ha de terreny a l'entorn del monestir. Actualment (1988), la Diputació de Barcelona hi està duent a terme noves obres de restauració.

### El monestir a l'Album Pintoresch

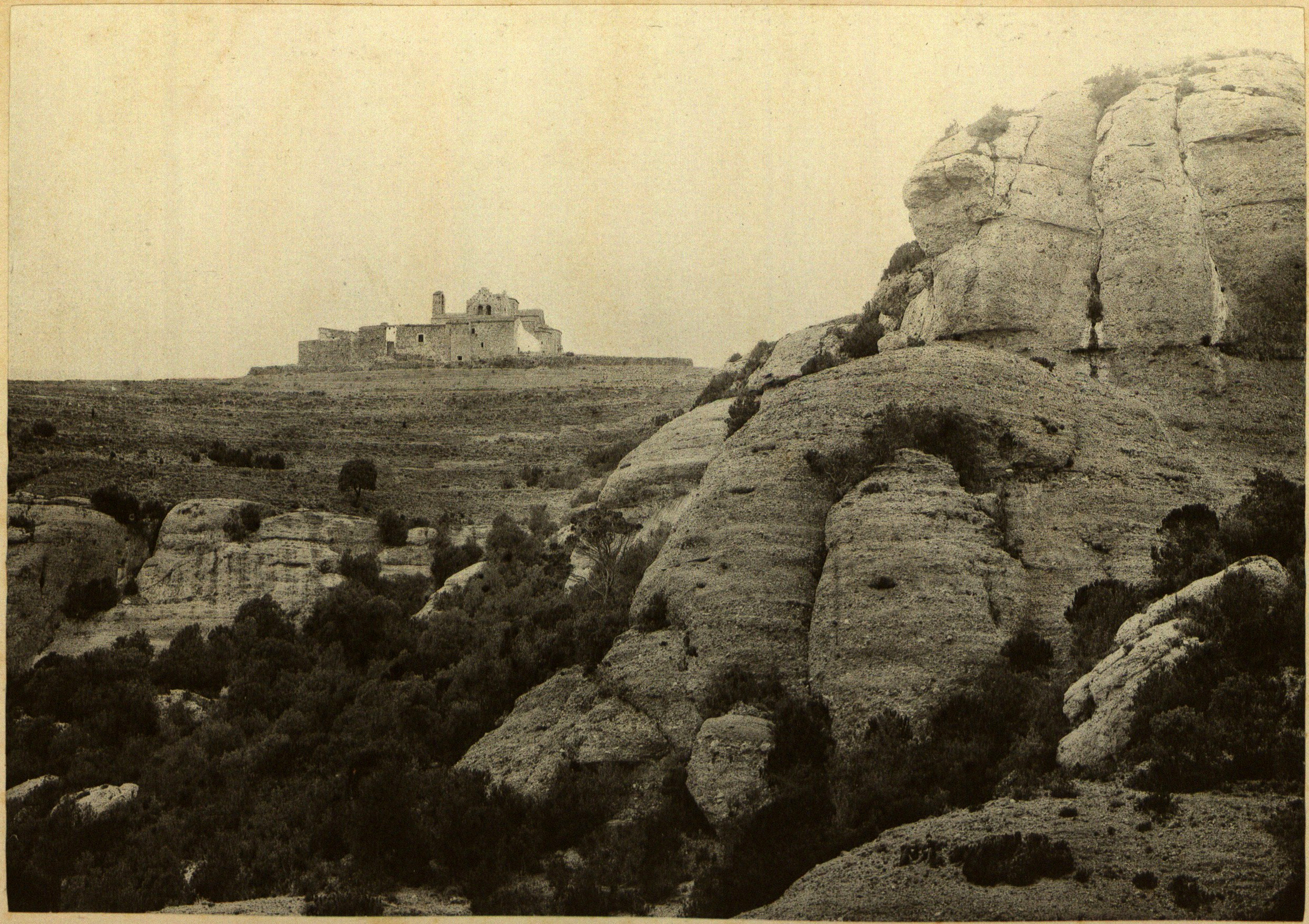
Estampa 21. Sant Llorenç del Munt

Entre 1878 i 1879 es publica, en fulletons mensuals, l'Album Pintoresch-Monumental de Catalunya: aplech de vistas dels més notables monuments i paisatges d'aquesta terra acompanyadas de descripcions y noticias históricas y de guias pera que sían fácilment visitats, una edició luxosa promoguda per l'Associació Catalanista d'Excursions Científiques. Es tracta d'un volum de gran format il·lustrat amb heliogravats de notable qualitat acompanyats de sengles textos explicatius, escrits per diferents experts del monument o l'indret descrit. L'Album Pintoresch-Monumental de Catalunya presenta algunes construccions romàniques, comença amb un Prólech signat per Manuel Milà i Fontanals i es divideix en vint-i-quatre monografies, en què catorze experts en els respectius àmbits tracten els llocs.
Ramon Arabía y Solanas escriu el capítol "XXVI. Montanya de Sant Llorens del Munt. Monastir de Sant Llorens": Es pregunta:
| « | Meditem, donchs, y recorreguem la historia. ¿Qué fou Sant Llorens del Munt en las edats passadas? ¿á qué deu son origen? ¿á qué son abandono y llastimosa decadencia? | » |

Argumenta sobre l'origen del cenobi:
| « | lo probable es que, al destruhir los moros la ciutat d' Egara […] gran part de sos habitants se recullissen en ella fortificant sas inexpugnables alturas y que, haventhi entre 'ls fugitius alguns sacerdots, sobretot benedictins, visquessin aquestos en comunitat en la montanya […] per los documents que s' conservan del segle x en que s' parla ja del monastir com de fundació anterior y funcionant ab regularitat, be s' pot conclourer que al menos se remonta son origen al segle ix. | » |

Sobre «lo temple actual»:
| « | no es per cert de tan remota antigüetat, puig que s'alsá sobre la primitiva petita iglesia de la que s'han trobat restos al empendrer l'última restauració; la construcció bizantina qu' avuy contemplem data de la primera meytat del segle xi; comensada per Adegari I, lo novè de sos abats, pera satisfer á las creixents necessitats de la santa casa, fou termenada y consagrada […] á 22 de juny de 1064 (anno quinto regni Philippi regis viii kalendas julii) […] per los comtes don Ramon Berenguer I y D.ª Almodis, sa esposa. | » |

Relata el que succeí arran que fou abandonat per la comunitat i incorporat, per butlla de 2 d'agost de 1592, al «Col·legi d'estudiants pobres benedictins de Lleyda»:
| « | Deshabitat desd' allavors lo temple […] fou molt maltractat pel temps, mes las tropas de Napoleón foren las que acabaren de destruhirlo, profanantlo bárbarament […] Al piadós y patriótich entussiasme del R. Dr. D. Anton Vergés y Mirassó, Pbre., de quin opúscul sobre l' monastir extractem la major part d' estas noticias, se deu la restauració qu' últimament ha sufert y que l' ha preservat de sa total ruina. | » |

Esmenta característiques del monument:
| « | Senzilla, sólida y severa, la fábrica del temple s' armonisa perfectament ab los carácters generals de la montanya […] Sa planta és una creu llatina d'uns cent pams de llarch per seixanta de ample; son exterior lo forman un ábside entre dos ábsides, un cimbori damunt lo creuher y una torre quadrada á l'esquerra. Torre é iglesia comunican ab una especie de claustre adossat al temple per lo costat de mitjom y en ell se venhen algunas antiguas sepulturas. | » |

I acaba recordant el passat:
| « | Abatudas per la ma del temps las construccions destinadas á morada dels monjos, miserables casas s' han alsat entremitj de llurs restos y ofereixen al afadigat visitant abrich y sopluig. Tal fou y tal es lo monastir de Sant Llorens del Munt. Quant á posta de sol en aquella altura las sombras creixen y lo vent xiula, á la veu dels elements respon lo cor entristit plorant en la soledat la passada grandesa de la patria. | » |

### Relació d'abats
| Nom de l'abat                      | Inici abadiat | N'hi ha noves | N'hi ha noves | Fi abadiat |
| ---------------------------------- | ------------- | ------------- | ------------- | ---------- |
| Borrell                            |               | 1017          |               |            |
| Odeguer                            |               |               | 1020          | 1021       |
| Bonuci                             | 1021          |               |               |            |
| Odeguer                            | 1029          |               |               | 1071       |
| Gerbert                            |               | 1078          |               | 1082       |
| Sanç Berenguer                     | 1088          |               |               | 1091       |
| Arnau                              |               | 1094          | 1095          |            |
| Guillem                            |               | 1101          | 1107          |            |
| Guillem Ramon                      |               |               | 1120          | 1126       |
| Bernat Eimeric                     | 1126          |               |               | 1169       |
| Llorenç                            | 1170          |               |               | 1187       |
| Ramon                              | 1188          |               |               | 1192       |
| Ponç                               | 1193          |               |               | 1207       |
| Pere Gàsoros                       |               | 1208          |               |            |
| Guillem                            | 1210          |               |               | 1217       |
| Bernat de Soler                    |               | 1218          |               |            |
| Berenguer                          | 1223          |               | 1252          |            |
| Guillem                            | 1262          |               |               |            |
| Ramon de Poses                     | 1265          |               |               | 1288       |
| Pere de Guardiola                  |               |               |               | 1290       |
| Bernat de Vallromanes              | 1291          |               |               | 1292       |
| Pere Bofill                        | 1292          |               |               | 1302       |
| Guerau de Tallada                  | 1302          |               |               | 1314       |
| Bernat de Soler                    | 1314          |               |               | 1318       |
| Guillem de Santmartí               | 1318          |               |               | 1337       |
| Pere                               | 1337          |               |               | 1349       |
| Jaume Rovira                       | 1349          |               |               | 1359       |
| Marc de Santmartí                  | 1361          |               |               |            |
| Mateu                              |               | 1365          |               |            |
| Ramon                              |               | 1382          |               |            |
| Marc                               |               | 1387          |               |            |
| Berenguer de Santmartí             | 1393          |               |               | 1410       |
| Francesc Roure                     | 1412          |               |               | 1422       |
| Valentí Safont                     | 1423          |               |               | 1437       |
| Marc de Fortià (administrador)     | 1437          |               |               |            |
| Manuel de Cruïlles (administrador) | 1447          |               |               |            |
| Joan Ripoll (administrador)        |               | 1465          |               |            |
| Joan de Valls                      | 1487          |               | 1493          |            |
| Bernat de Vilalba                  | 1496          |               |               | 1505       |
| Climent (cardenal)                 | 1505          |               |               | 1507       |
| Bernat de Vilalba                  | 1508          |               |               | 1536       |
| Domènec de Vilalba                 | 1537          |               |               | 1561       |
| Pere de Santjoan                   | 1565          |               |               | 1596       |
| Francesc Olivó d'Alvèrnia          | 1598          |               |               | 1608       |

## Arquitectura

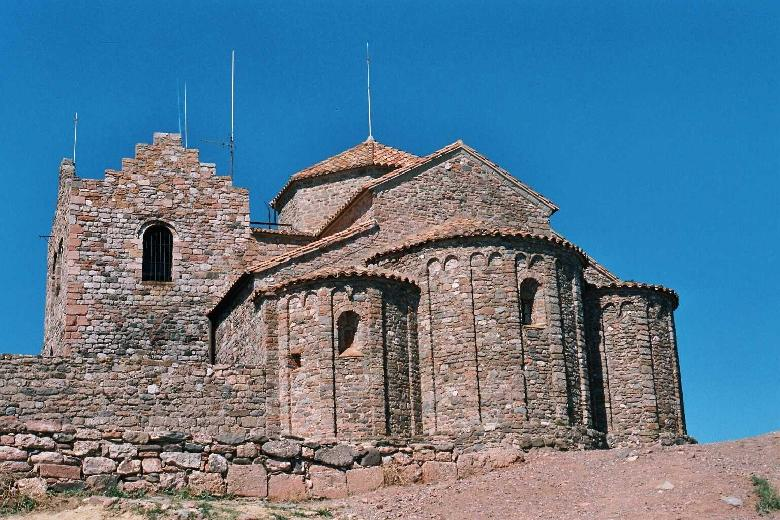
Absis

El monestir es troba a la Mola , cim culminant del massís de Sant Llorenç del Munt (1.103 mnsn). El conjunt és format per l'església i un clos tancat, adossat a migdia, que dona accés a l'hostatgeria, edificada sobre els fonaments de les antigues dependències monàstiques.
L'església, edificada entre el 1045 i el 1064, té planta de creu grega, amb un cimbori al creuer, tot i que interiorment predomina la impressió d'un edifici de pla basilical amb tres naus i tres absis. Els absis, llisos a l'interior (tret del central, on s'obren quatre nínxols), són decorats externament amb arcuacions i lesenes. L'església té quatre portes, dues de petites al transsepte, l'una a ponent, i l'altra a migdia, protegida per una galilea. Les naus són cobertes amb volta de canó seguit. A la intersecció amb el transsepte, hi ha un cimbori de secció octogonal sobre trompes, de les quals arrenquen, sense tambor, els vuit panys de la cúpula. Les naus estan separades per pilars sense ressalts, excepte en els pilars del creuer.
Poc després d'acabada la construcció de l'església es va començar a construir el campanar, una gran torre de base quadrada a l'extrem del braç S del creuer, que va restar inacabada només amb dos pisos, rematats per un coronament esglaonat. Això feu necessària la construcció d'una petita espadanya al mur de ponent. L'atri o galilea adossada a migdia de l'església és una construcció llargaruda, coberta amb volta de quart de cercle, que serví d'atri, de lloc d'enterrament i en algun moment de sala capitular.
Les antigues dependències monàstiques, convertides el 1957 en hostatgeria, foren totalment refetes. Només en l'angle del sector sud-oest es veu un fragment de mur antic, que pot correspondre a la primitiva residència monacal.

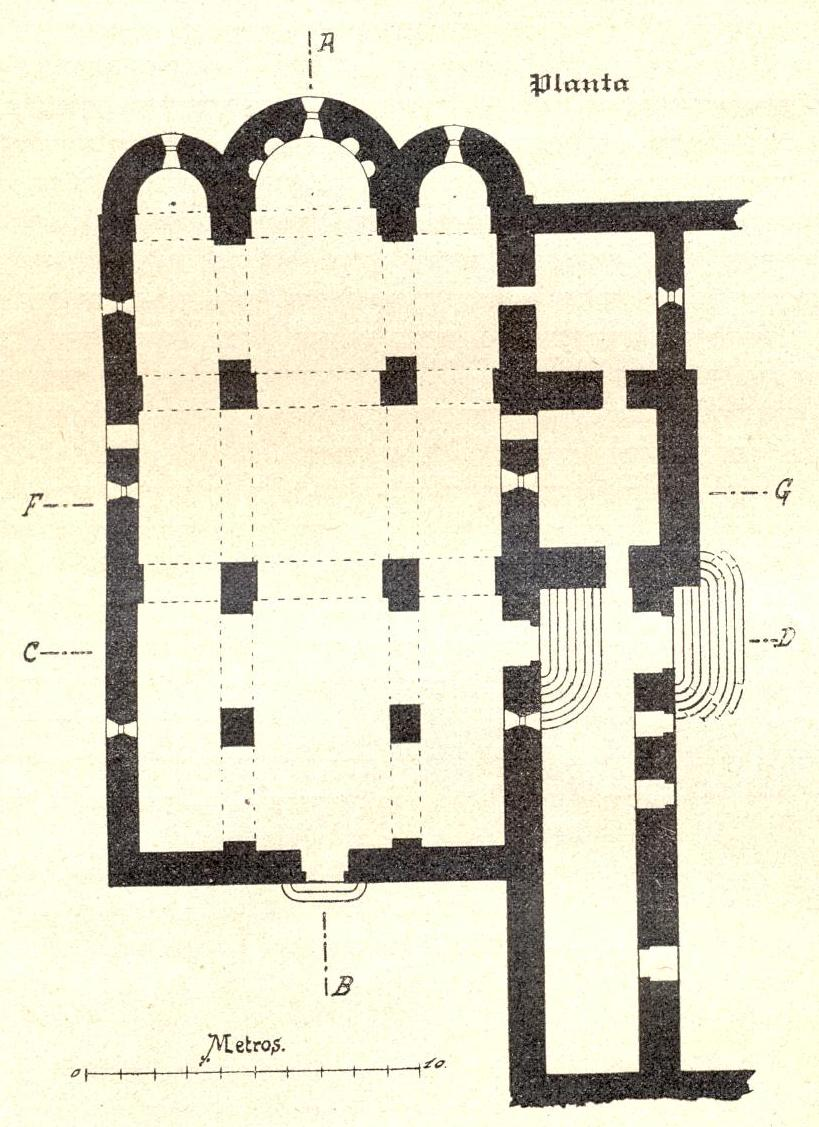
Planta
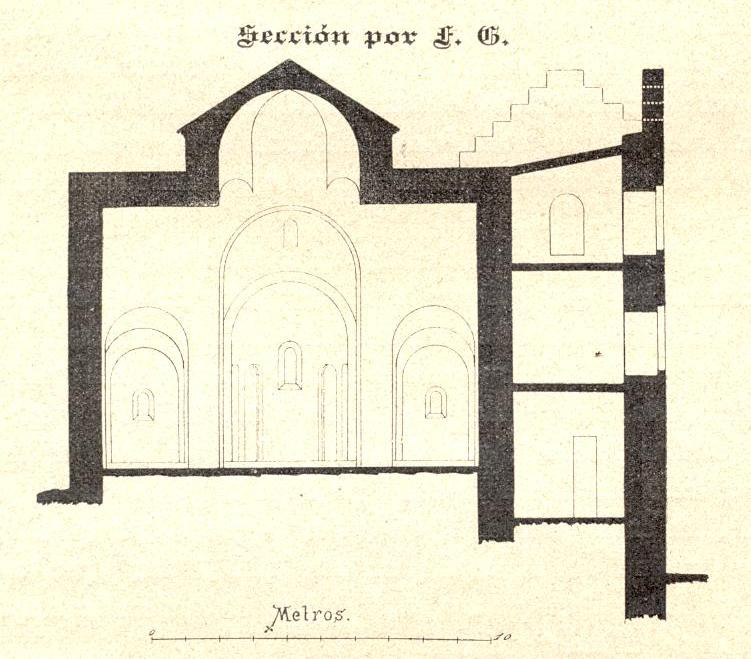
Perfil
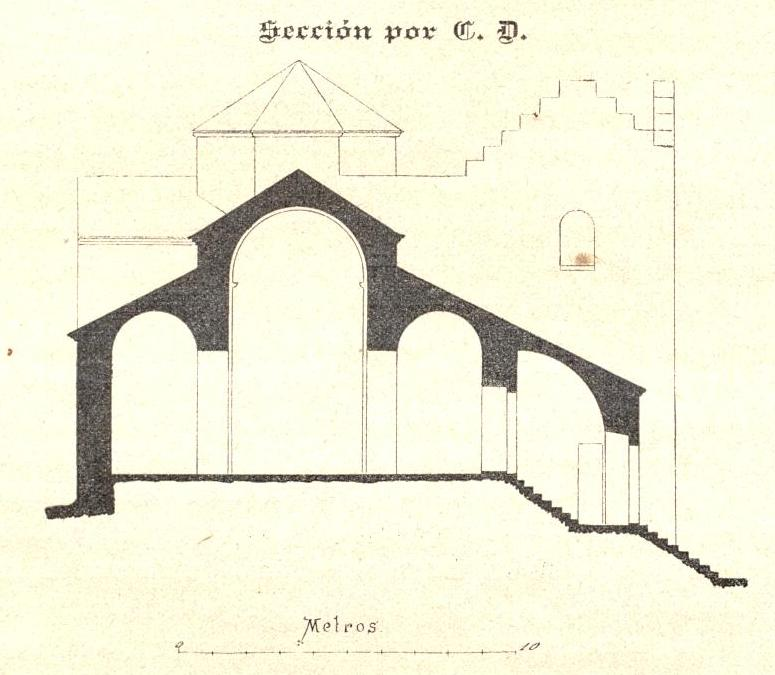
Perfil
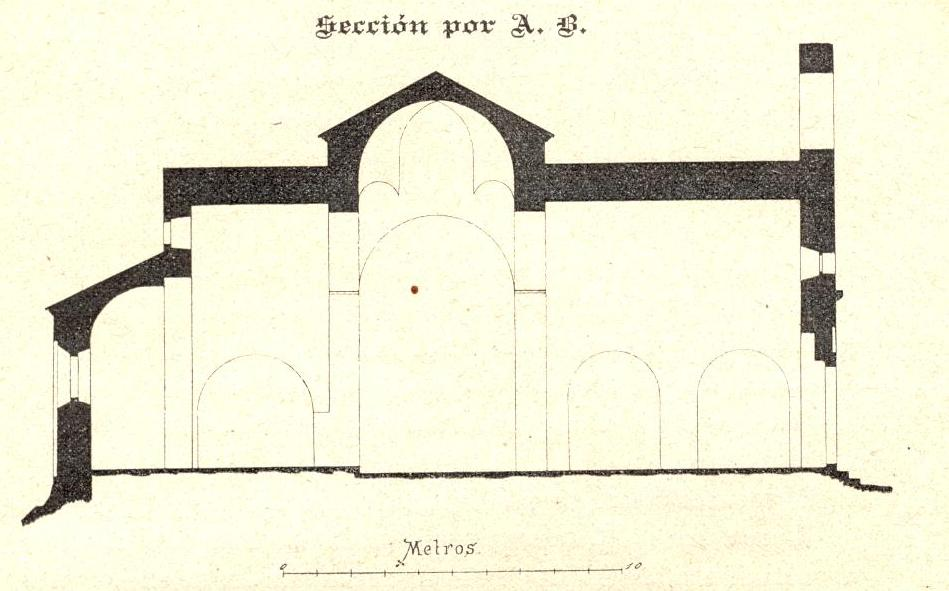
Secció longitudinal

## Galeria d'imatges

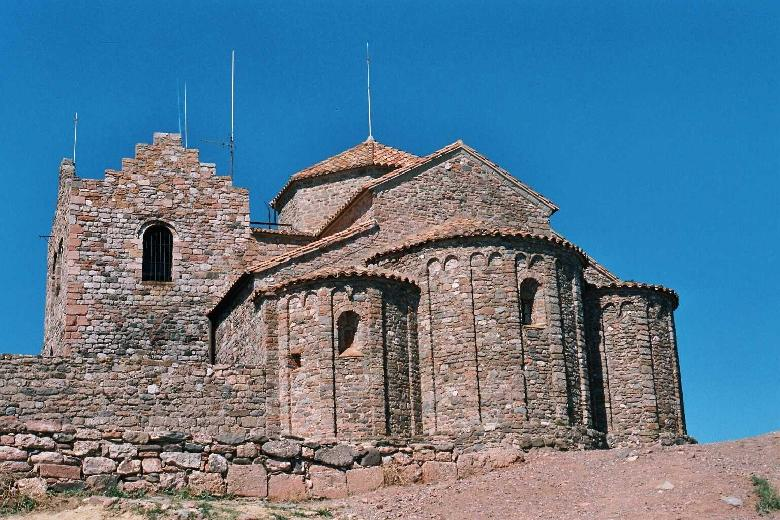
Vista
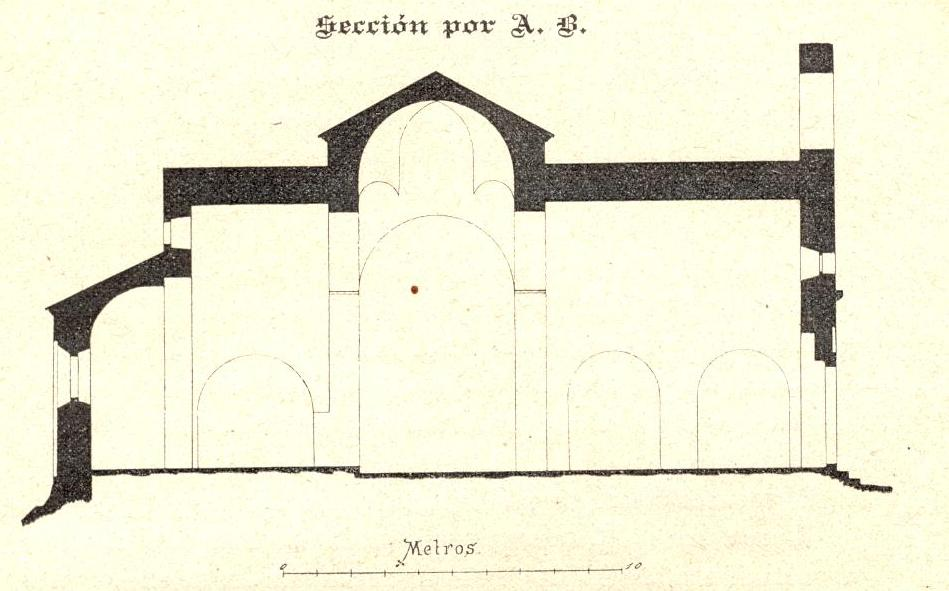
Secció longitudinal
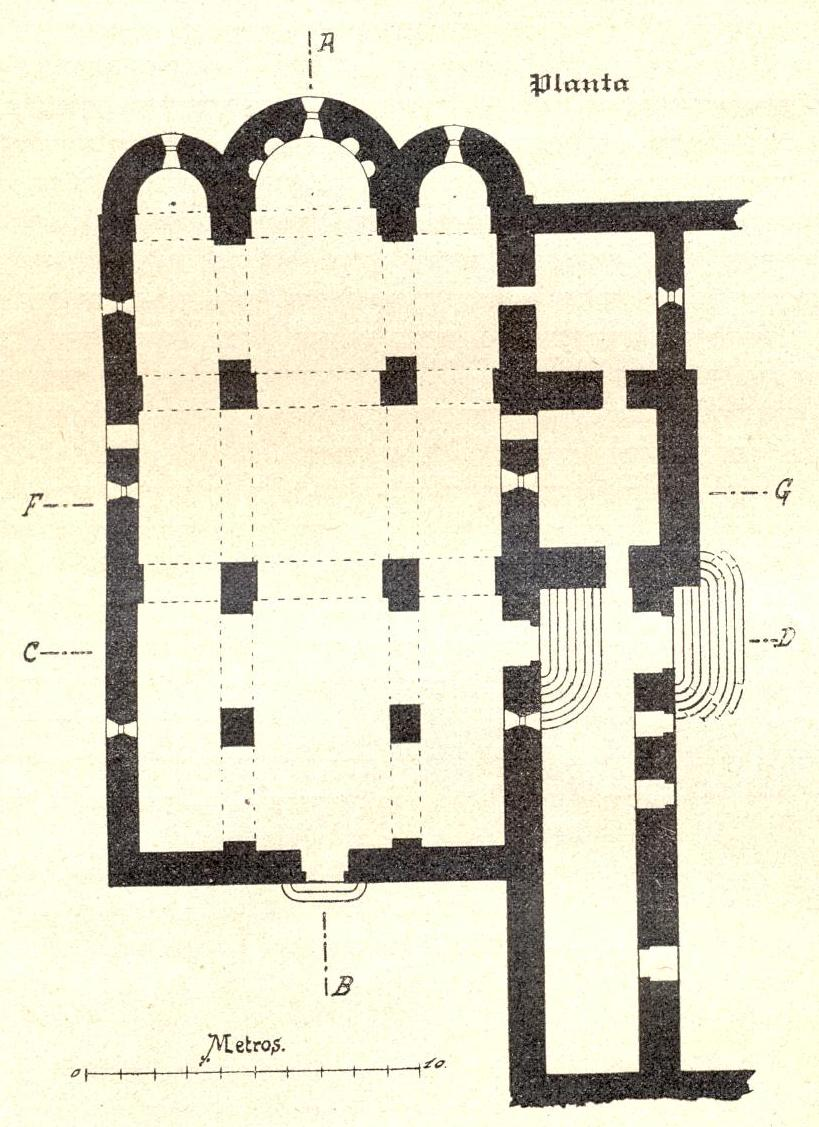
Planta del monestir
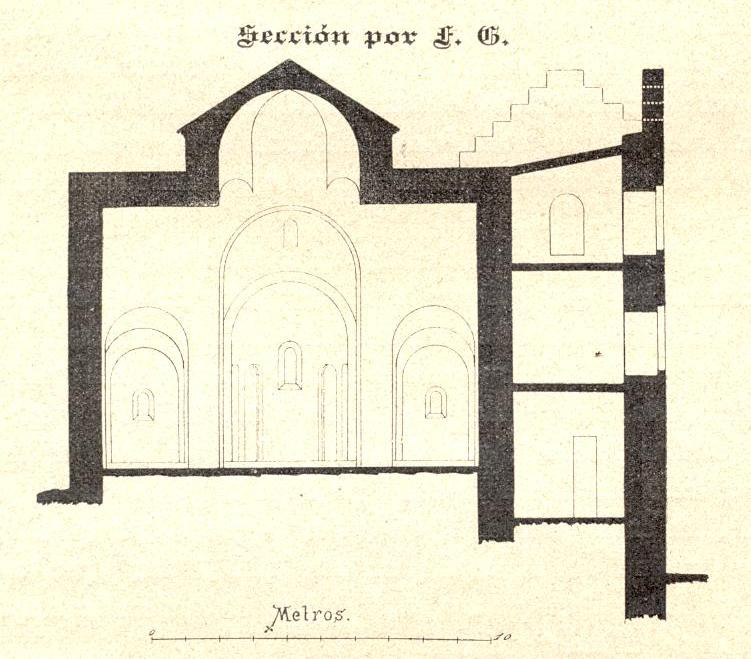
Perfil
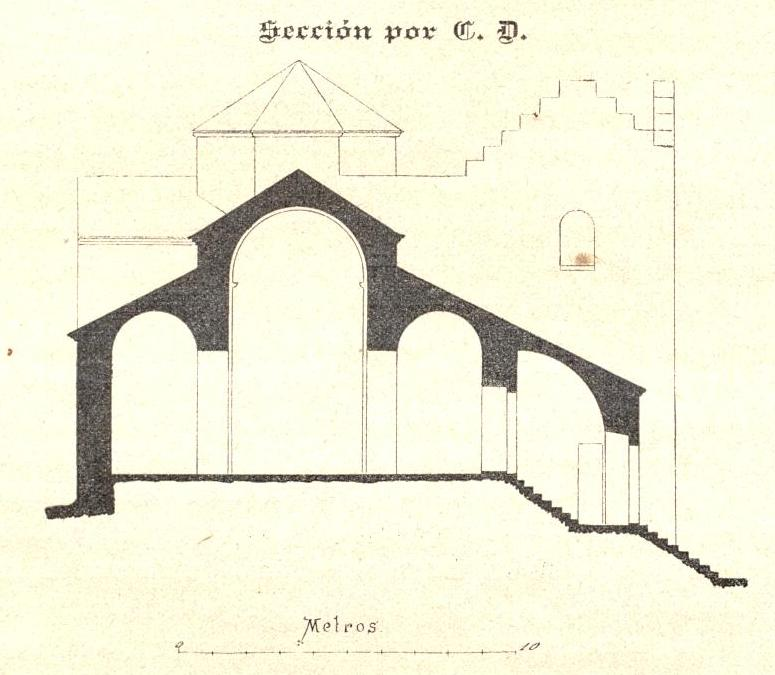
Perfil